# Лелякина
Лелякина — потухший вулкан на водоразделе Срединного хребта у юго-западного подножия вулкана Снежного на полуострове Камчатка, Россия.
Форма вулкана конусовидная, склоны сильно эродированы. В географическом плане вулканическое сооружение имеет вытянутую в северо-западном направлении форму с осями 6 × 4 км, объем изверженного материала 5 км³. Абсолютная высота около 1770 м, относительная — около 1000 м.
Вулкан входит в группу северного вулканического района, срединного вулканического пояса.